# Islas Santanilla
Islas Santanilla, zwane również Islas de Cisne, ang. Swan Islands (rzadziej: hiszp. Islas de El Cisne - Islas del Cisne - McMillan - Saint Millan - San Milla - San Millan - Sanilha - Santa Anita - Santanillas - Santillan - Santillana - Swans Islands) – łańcuch trzech wysp położonych w północno-zachodniej części Morza Karaibskiego, w odległości 180 km od wybrzeża Hondurasu. Od 1972 roku należą administracyjnie do Hondurasu i wchodzą w skład prowincji Wyspy Bahia (hiszp. Islas de la Bahía). Nazwa Cisne jest odpowiednikiem używanej wcześniej anglojęzycznej nazwy Swan i również oznacza łabędzia.

## Historia wysp
Wyspy zostały odkryte w dniu św. Anny (26 lipca) 1502 przez Krzysztofa Kolumba i nazwane Las Islas Santa Ana. Wyspy niewiele pomogły w kolonizacji regionu, bowiem nie miały zbyt dużo do zaoferowania. Nazwa Swan została wyspom nadana około 1775 roku na pamiątkę kapitana Swana - dowódcy kupieckiego statku Cygnet wysłanego na Karaiby przez londyńskich kupców w 1680 roku. Statek został napadnięty przez piratów, a kapitan Swan przymuszony do przystąpienia do ich kompanii. Z czasem został korsarskim władcą tych okolic. W 1863 Ustawa o wyspach z guanem przyznała zwierzchnictwo tych wysp Stanom Zjednoczonym.
Na początku XX wieku Swan Island Trading Company założyła tu plantację 15 tys. palm kokosowych, lecz przedsięwzięcie upadło po spustoszeniu wyspy przez huragany w latach 1928-32. W 1938 roku United States Weather Bureau założyło tutaj stację meteorologiczną, która początkowo działała w okresach występowania w tym regionie huraganów, zaś od 1940 roku była czynna na stałe.

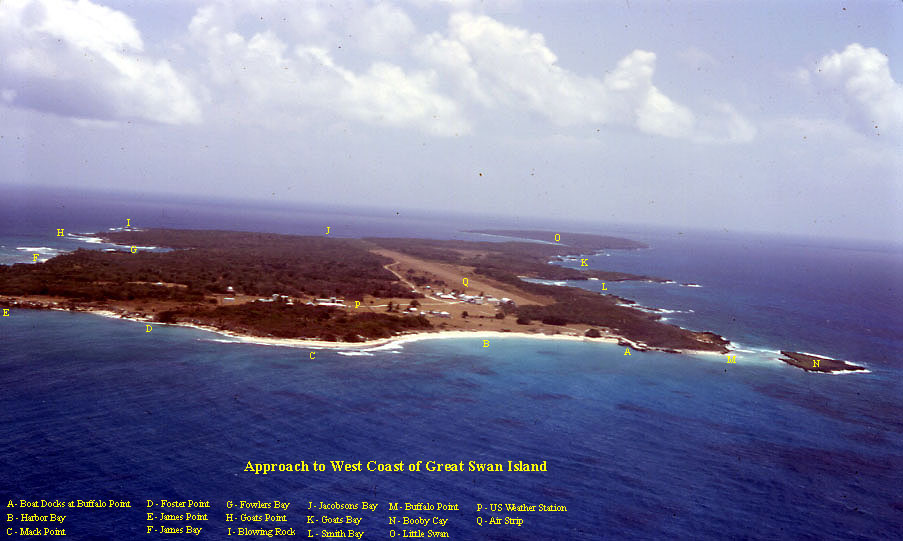
Widok na wyspy Swan od wschodu

W 1960 roku Stany Zjednoczone zainstalowały na wyspach radiostację wyposażoną w nadajnik radiowy o mocy 50.000 W, która miała za zadanie nadawanie audycji propagandowych dla ludności Kuby. Formalnym właścicielem rozgłośni była nowojorska spółka Gibraltar Steamship Company, a stacja została nazwana Radio Swan. Nadawała między innymi relację z inwazji w Zatoce Świń.
Honduras występował wobec Stanów Zjednoczonych z roszczeniami zwrotu wysp już od 1920 roku, argumentując, że gdy Kolumb wylądował na wyspach w 1502 roku, automatycznie uczynił z nich część hiszpańskiej kolonii, której Honduras jest spadkobiercą. USA przeciwstawiały się żądaniom, bowiem ich zdaniem po wylądowaniu na nich w 1857 roku George White’a Stany Zjednoczone uznały zdobycie wysp dla swojego kraju. W 1863 Ustawa o wyspach z guanem miała przypieczętować taki stan spraw. Ostatecznie po długich sporach, 22 listopada 1971 oba państwa podpisały porozumienie przekazujące zwierzchnictwo nad wyspami Hondurasowi. Honduras objął je 1 września 1972. Stacja meteorologiczna została przekazana Hondurasowi w 1980 roku. Obecnie wyspy te są niezamieszkane, z wyjątkiem stacjonowania na nich garnizonu wojskowego Hondurasu.
Wyspy Cisne składają się z trzech części:
- Cisne Grande (powierzchnia: 5,5 km², długość: 3 km)
- Cisne Pequeño (powierzchnia: 2,5 km², długość: 2,43 km)
- El Cayo Pájaro Bobo (powierzchnia: ≃0.01 km², długość: 90x70m)

## Fauna
Na mniejszej z wysp - nazywanej Little Swan Island, Cisne Pequeño – przez tysiące lat żył endemiczny gatunek hutii nocohutia wyspowa (Geocapromys thoracatus). Niestety dość liczna populacja została prawdopodobnie zjedzona przez wypuszczane tu na czas kwarantanny dzikie zwierzęta z rodzaju kotowatych odłowione w krajach Ameryki Łacińskiej. Kwarantanna była tu założona decyzją Departamentu Rolnictwa USA pod koniec lat 40. XX wieku. Po kilku latach kwarantannę zlikwidowano, lecz prawdopodobnie nie żył wówczas już ani jeden przedstawiciel G. thoracatus. W latach pięćdziesiątych wyspy nawiedziły niszczące huragany. Poszukiwanie hutii w latach 60. zakończyło się niepowodzeniem. W roku 1980 Międzynarodowa Unia Ochrony Przyrody (IUCN) wpisała nocohutię wyspową na listę gatunków wymarłych.
Współcześnie na wyspach spotkać można kraba lądowego Gecarcinus ruricola, oraz legwana szlachetnego.